# Madihalli, Hassan
Madihalli là một làng thuộc tehsil Hassan, huyện Hassan, bang Karnataka, Ấn Độ.